# أنجيلا شنايدر
أنجيلا شنايدر (بالإنجليزية: Angela Jo-Anne Schneider) هي مجدفة كندية، ولدت في 28 أكتوبر 1959 في سانت توماس في كندا.

## وصلات خارجية
- أنجيلا شنايدر على موقع الاتحاد الدولي للتجديف (الإنجليزية)
- أنجيلا شنايدر على موقع اللجنة الأولمبية الدولية (الإنجليزية)
- أنجيلا شنايدر على موقع أوليمبيديا (الإنجليزية)
- أنجيلا شنايدر على موقع اتحاد ألعاب الكومنولث (مؤرشف) (الإنجليزية)